# Alcove
Cet article concerne un hameau canadien. Pour l'endroit dans une salle, voir Alcôve.
Alcove est un hameau compris dans le territoire de la municipalité de La Pêche dans Les Collines-de-l'Outaouais en Outaouais au Québec (Canada).

## Géographie
Le hameau d'Alcove est niché dans un creux entre deux collines sur la rive droite de la rivière Gatineau

## Histoire

### Toponymie
L'endroit est d'abord connu sous le nom de North Wakefield en raison de sa position dans la partie nord du canton de Wakefield. Le nom du bureau de poste est changé pour Alcove en 1928. Le hameau doit son nom à sa géomorphologie, marquée par une succession de collines encerclant des dépressions.

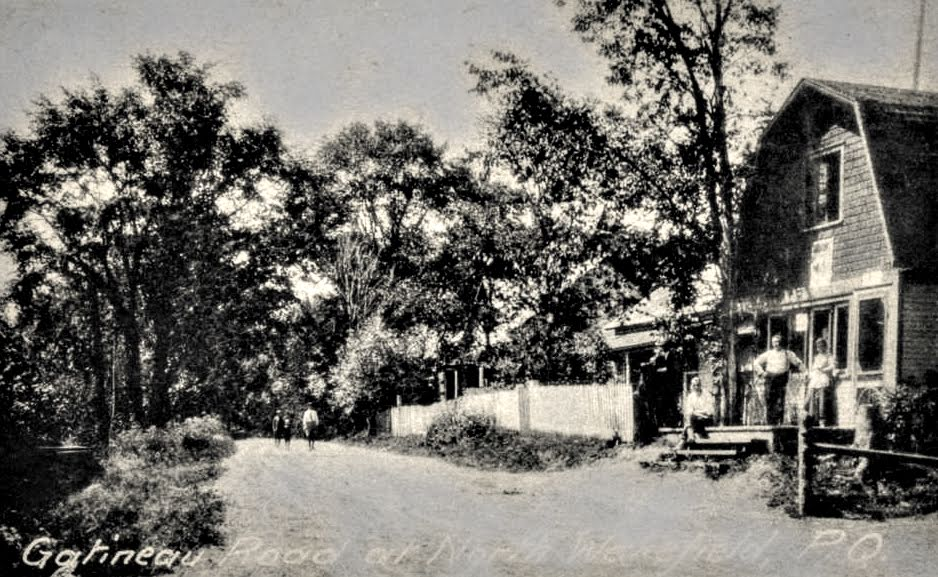
Le magasin de North Wakefield au début du XXe siècle.

### Chronologie
Les premiers colons s'établissent à Alcove vers 1834. Une mitaine de confession méthodiste est construite en 1861. Une église en bonne et due forme la remplace moins de trente ans plus tard. Au tournant du XXe siècle, le hameau dynamique compte aussi une gare, un magasin, une école et une traverse sur la rivière Gatineau.
D'abord compris dans le territoire de la municipalité de canton de Wakefield, Alcove est inclus à la municipalité de La Pêche lorsqu'elle est constituée le 1er janvier 1975.

## Services

### Transports
Alcove est établi de part et d'autre de la route 105, qui permet de relier Gatineau à Grands-Remous.
Autobus Gatineau exploite une liaison interurbaine par autocar faisant arrêt à Alcove entre Ottawa et Maniwaki. Transcollines fournit également un service de taxibus en rabattement aux principaux circuits vers Les Collines-de-l'Outaouais et Gatineau.

### Loisirs, culture et vie communautaire
La communauté est desservie par la mission pastorale de Wakefield, qui officie des cérémonies de tradition Unie à l'église Alcove United.